# Acidosi organiche
Le acidosi organiche sono un gruppo di patologie identificate da un abbassamento del pH ematico (acidosi), per lattacidemia, e da aciduria.
L'acidosi è quindi un sintomo, il sintomo preponderante di diverse patologie, e a queste ha dato il nome.
In senso stretto si considerano
- difetti della catena respiratoria
- deficit di piruvato chinasi
- deficit del ciclo di Krebs
- deficit di gluconeogenesi.

Nel senso più lato, consideriamo anche
- i difetti del metabolismo degli aminoacidi ramificati
- i difetti della beta ossidazione degli acidi grassi.